# Notiphila decoris
Notiphila decoris är en tvåvingeart som beskrevs av Samuel Wendell Williston  1893. Notiphila decoris ingår i släktet Notiphila och familjen vattenflugor. Inga underarter finns listade i Catalogue of Life.